# Plymouth (Nebraska)
Plymouth és una població dels Estats Units a l'estat de Nebraska. Segons el cens del 2000 tenia 477 habitants.

## Demografia
Segons el cens del 2000, Plymouth tenia 477 habitants, 198 habitatges, i 144 famílies. La densitat de població era de 657,8 habitants per km².
Dels 198 habitatges en un 33,3% hi vivien nens de menys de 18 anys, en un 63,6% hi vivien parelles casades, en un 6,6% dones solteres, i en un 26,8% no eren unitats familiars. En el 26,3% dels habitatges hi vivien persones soles el 16,2% de les quals corresponia a persones de 65 anys o més que vivien soles. El nombre mitjà de persones vivint en cada habitatge era de 2,41 i el nombre mitjà de persones que vivien en cada família era de 2,88.
Per edats la població es repartia de la següent manera: un 25,6% tenia menys de 18 anys, un 5% entre 18 i 24, un 26,2% entre 25 i 44, un 23,9% de 45 a 60 i un 19,3% 65 anys o més.
L'edat mediana era de 40 anys. Per cada 100 dones de 18 o més anys hi havia 90,9 homes.
La renda mediana per habitatge era de 37.159 $ i la renda mediana per família de 42.813 $. Els homes tenien una renda mediana de 27.054 $ mentre que les dones 19.531 $. La renda per capita de la població era de 16.463 $. Aproximadament l'1,5% de les famílies i el 4,8% de la població estaven per davall del llindar de pobresa.

## Poblacions més properes
El següent diagrama mostra les poblacions més properes.